# Wolferschwenda
Wolferschwenda település Németországban, azon belül Türingiában. Lakosainak száma 136 fő (2019. szeptember 30.).

## Népesség
A település népességének változása:

| 2017 | 140 |
| 2019 | 136 |